# Anopheles pseudostigmaticus
Anopheles pseudostigmaticus är en tvåvingeart som beskrevs av Nikolas Vladimir Dobrotworsky 1957. Anopheles pseudostigmaticus ingår i släktet Anopheles och familjen stickmyggor. Inga underarter finns listade i Catalogue of Life.